# 西久保駅
西久保駅（にしくぼえき）は、樺太豊原市に存在した鉄道省豊真線の駅である。現在はロシア鉄道極東鉄道支社サハリン地域部のダーリニエ駅（ст. Дальнее）である。終戦直前に豊原 - 奥鈴谷間の新線付替えに伴い廃駅となったが、ソ連国鉄への編入前に現駅名で復活した。
現状に関しては、サハリン州およびサハリンの鉄道の項目も参照のこと。

## 概要
1925年（大正14年）10月、豊真線の豊原 - 鈴谷間(9.9km)開通時に開業。駅名の由来は、日露戦争の樺太攻略時に現地で戦死した西久保豊一郎少佐にちなむ。
終戦直前の1945年（昭和20年）7月に行われた豊真線の新線（小沼 - 奥鈴谷）付け替えに伴う廃止旧線区間にあったため、隣駅の鈴谷駅と共に廃止されたが、同年樺太鉄道局線を接収したソ連の手でただちに旧線区間の復旧が行われ、翌1946年2月、日本統治前の元の地名であるダーリニエ駅として復活。同年4月の南サハリン鉄道局発足に伴い、ソ連国鉄に編入された。
当駅－ユジノサハリンスク間には工場への貨物引き込み線があり、当駅のユジノサハリンスク方に貨物列車の引き上げ線が設けられている。また駅から約150m西方のホルムスク街道沿いにロシア大手スーパーマーケットの「マグニート」（Магнит）が出店したのに合わせ、2014年に駅舎を撤去して跡地に新しい乗降ホームを設け、店最寄りのホルムスク街道までの取り付け道路が整備された。
2019年の広軌化では旅客列車のみの夏季運行区間で貨物列車を運行していないダーリニエ－ノヴォデレヴェンスカヤ間が改軌対象外となったことに伴い、6月には当駅より約300mホルムスク方のシュモヴァーヤ通り踏切で線区を分断し、狭軌残存区間となるノヴォデレヴェンスカヤ方面の仮設ホームを設置。改軌工事を行うユジノサハリンスクーダーリニエ間は8月31日まで運休するとともに、ダーリニエ－ノヴォデレヴェンスカヤ間はユジノサハリンスク機関区のТГ16形ディーゼル機関車（ТГ16-068）と客車1両を封じ込めて引き続き夏季運行を行った。ロシア鉄道はダーリニエ－ノヴォデレヴェンスカヤ間について広軌化しないことを正式決定したため、同年11月10日の夏季運行終了に伴い同区間は廃止され、当駅は終端駅となった。
広軌化後はРА3系ディーゼル動車がユジノサハリンスク－ダーリニエ間で運行されている。廃止されたダーリニエ－ノヴォデレヴェンスカヤ間では鉄道代替のマイクロバスが運行されている。

## 歴史
- 1925年（大正14年）10月1日 - 樺太庁鉄道豊真線の豊原 - 鈴谷間(9.9km)開通により開業。
- 1943年（昭和18年）4月1日 - 南樺太の内地化にともない、鉄道省樺太鉄道局に編入。
- 1945年（昭和20年）7月15日 - 豊真線新線（小沼 - 奥鈴谷）開業による旧線（豊原 - 奥鈴谷駅）廃止に伴い廃止される。
- 1946年
  - 2月1日 - 樺太鉄道局線接収後にソ連が行った豊真線旧線の復活に伴い、ダーリニエ駅として再設置。
  - 4月1日 - ソ連運輸通信省南サハリン鉄道局発足にともないソ連国鉄に編入。
- 2014年 - 老朽化した駅舎を撤去し乗降ホームを新設。
- 2019年 9月1日 - ユジノサハリンスク駅 - 当駅間が1520mmに改軌。

## 駅構造
単式ホーム1面1線のホームを有する地上駅。駅員無配置駅で、駅舎は設けられておらず直接ホームに入る構造である。

## 旅客列車運行状況

### 日本統治時代
- 豊原駅 - 北真岡駅間を1日3往復していた。

### 現在
- 2023年8月7日のダイヤ改正により大幅に増便され、ユジノサハリンスク行きが平日は朝夕を中心に15本、休日は8本運行されている。

## 駅周辺

### 日本統治時代
- 西久保神社

## 隣の駅

### 日本統治時代
鉄道省樺太鉄道局
豊真線
豊原駅 - 西久保駅 - 鈴谷駅

### 現在
ロシア鉄道極東鉄道支社サハリン地域部
ユジノサハリンスク - ホルムスク線
ユジノサハリンスク駅 - ダーリニエ駅